# 동피군
동피군(董罷軍, ? ~ 기원전 133년)은 전한 중기의 인물이다. 개국공신 동설의 손자이자 내사 동적의 아들이다.

## 생애
건원 4년(기원전 137년), 동적의 뒤를 이어 절씨후(節氏侯)에 봉해졌다.
원광 2년(기원전 133년)에 죽으니 시호를 공(恭)이라 하였고, 아들 동조가 작위를 이었다.

## 출전
- 사마천, 《사기》 권18 고조공신후자연표

| 전임 아버지 절씨강후 동적 | 전한의 절씨후 기원전 137년 ~ 기원전 133년 | 후임 아들 동조 |